# 13434 Adamquade
A 13434 Adamquade (ideiglenes jelöléssel 1999 VK58) a Naprendszer kisbolygóövében található aszteroida. A LINEAR projekt keretében fedezték fel 1999. november 4-én.